# Дупљак
Дупљак (2032 m) је други највиши врх Старе планине у Србији. Налази се на граници Србије и Бугарске, сјевероисточно од Миџора (који је такође на граници), и удаљен је од њега 3 km.
За разлику од Миџора, који је највиша тачка на једном огромном громадном узвишењу, врх Дупљак је знатно израженији, оштрији и по изгледу атрактивнији од Миџора. Између Миџора и Дупљака, на висини од 1789 m, налази се превој Вучја јама, одакле креће стрм и каменит пут до Дупљака.